# Roewe
Roewe (kinesisk: 荣威; pinyin: Róngwēi) er et bilmærke ejet af kinesiske SAIC Motor. 
Mærket blev oprettet i forbindelse med, at Nanjing Automobile (senere overtaget af SAIC Motor) i 2005 overtog resterne af britiske MG Rover Group fra BMW. BMW havde imidlertid solgt mærkerne Land Rover og Rover til Ford. Den første bil produceret under Roewe mærket var Roewe 750, der blev produceret på den britiske fabrik i Birmingham, The Longbridge plant, som blev overtaget fra MG Rover. Roewe 750 var en opdateret Rover 75. 
Flere af Roewes modeller sælges i Europa under MG-mærket.

## Nuværende modelprogram
- Roewe Clever (2020-i dag), bybil
- Roewe i5/Ei5 (2017-i dag), compact sedan/stationcar
- Roewe i6/ei6/i6 Max/ei6 Max (2017-i dag), compact sedan
- Roewe RX3/ RX3 Pro (2017-i dag), subcompact SUV
- Roewe RX5/eRX5/ERX5/RX5 Plus/ RX5 Max (2016-i dag), compact SUV
- Roewe RX8 (2018-i dag), mellemstørrelse SUV
- Roewe RX9 (2022-i dag), mellemstørrelse SUV
- Roewe iMAX8 (2020-i dag), stor  MPV
- Roewe D7, mellemstørrelse sedan

- Roewe Clever
- Roewe i5
- Roewe Ei5
- Roewe RX3
- Roewe RX5
- Roewe RX5 Max
- Roewe RX8
- Roewe RX9
- Roewe iMax8

| Stub | Spire Denne bilrelaterede artikel er en spire som bør udbygges. Du er velkommen til at hjælpe Wikipedia ved at udvide den. |